# 柳本弾正忠
柳本 弾正忠（やなぎもと/やないもと だんじょうのちゅう）は、戦国時代の武将。

## 概要
弾正忠という官途名は柳本氏の嫡男が名乗るものであったと考えられ、後に柳本賢治も名乗っている。
弾正忠は細川高国に馬廻衆として仕えており、永正8年（1511年）の芦屋河原合戦に父の柳本長治と共に参戦している。永正17年（1520年）に細川澄元の反攻によって下田中城・越水城を落とされた高国軍が京都へと撤退する過程で、山城国西岡の一揆による落ち武者狩りにあい、長治とともに討死した。